# Palaemonetes antrorum
Palaemonetes antrorum is een garnalensoort uit de familie van de Palaemonidae. De wetenschappelijke naam van de soort is voor het eerst geldig gepubliceerd in 1896 door Benedict.